# Miles Kane
Miles Peter Kane (Birkenhead, 17 marzo 1986) è un cantante e chitarrista britannico, fondatore dei Little Flames, dei Rascals e dei Last Shadow Puppets e attivo in seguito come solista.

## Biografia
Nato nel 1986 a Birkenhead, cresce nella vicina Meols, non lontano da Liverpool, e si avvicina prima al sassofono e poi alla chitarra, che suona da quando aveva dodici anni. Ama Beatles, Oasis e Jack White. È cugino di Ian e James Skelly dei Coral, la cui influenza sui gusti musicali del giovane Kane è evidente.
Nel dicembre 2004 entra a far parte, come chitarrista, dei Little Flames, accompagnato da Eva Petersen (voce), Greg Mighall (batteria), Joe Edwards (basso) e Mat Gregory (chitarra). Eva si separa dal gruppo nel 2007 e continua la carriera come solista. Inizia così la militanza di Kane nei Rascals, che pubblicano il disco Rascalize.
Collabora con gli Arctic Monkeys nel 2007, prima registrando la parte di chitarra solista nei lati B del singolo Fluorescent Adolescent, The Bakery e Plastic Tramp, e poi nel brano di chiusura dell'LP Favourite Worst Nightmare, 505.
Il 2 agosto 2007 viene annunciato il progetto dei Last Shadow Puppets, formati da Kane e dall'amico Alex Turner degli Arctic Monkeys. Il loro primo album, The Age of the Understatement, esce il 21 aprile 2008 e sale al primo posto delle classifiche nella prima settimana. Il primo breve tour del gruppo inizia con un concerto al Pavillion di Portsmouth il 19 agosto 2008.
Il 25 agosto 2009 Miles Kane annuncia l'intenzione di intraprendere la carriera da solista. Il singolo d'esordio, Inhaler, è pubblicato il 22 novembre 2010. In quel mese Kane si esibisce come solista per una serie di concerti e a dicembre fa da supporter ai Courteeners. A gennaio e febbraio continua ad esibirsi come solista, a marzo fa da supporter a otto concerti dei Beady Eye. Il 20 febbraio 2011 esce Come Closer, il secondo singolo. Il 27 marzo è la volta di Rearrange.
Colour of the Trap, il suo primo disco da solista, esce il 9 maggio 2011 e vanta collaborazioni di rilievo: in My Fantasy la seconda voce è di Noel Gallagher, mentre in Happenstance Kane duetta con l'attrice francese Clémence Poésy. Metà delle canzoni dell'album sono scritte a quattro mani da Kane e dall'amico Alex Turner, compagno di band nei Last Shadow Puppets.
Nel giugno 2011 Kane fa da supporter agli Arctic Monkeys per due serate al Don Valley Stadium di Sheffield. Nel gennaio 2012 si ripete durante il loro tour in Australia. In occasione del concerto degli Arctic Monkeys all'Olympia di Parigi, Miles, di supporto alla band, invita il frontman Alex Turner sul palco per suonare Standing Next to Me, brano dei Last Shadow Puppets, dopo due anni dalla loro ultima esibizione dal vivo insieme.
Il 24 febbraio 2013 esce Give Up, nuovo singolo che anticipa l'uscita del secondo album, Don't Forget Who You Are. Tra maggio e giugno tiene un tour nel Regno Unito. Il 30 aprile 2013 esce Don't Forget Who You Are, il secondo singolo. Il 3 giugno esce il disco Don't Forget Who You Are, che debutta all'ottavo posto nelle classifiche britanniche.
Il 28 giugno 2013, giorno inaugurale del Festival di Glastonbury, Kane si esibisce sul John Peel Stage e ripete quanto fatto un anno prima, invitando Turner sul palco per suonare il brano Standing Next to Me. Si unisce poi agli Arctic Monkeys, con suona il pezzo 505, così come avvenuto il 10 luglio, al Rock in Roma.
In occasione dei concerti all'aperto degli Arctic Monkeys a Finsbury Park il 23 e 24 maggio e a Marlay Park il 12 luglio 2014, Kane fornisce supporto alla band. Il 24 maggio a Finsbury Park, all'inizio del bis, si unisce nuovamente a Turner per suonare "Standing Next To Me".
Il 19 ottobre 2015 Owen Pallett, che aveva curato gli arrangiamenti di archi di The Age of the Understatement, conferma che Turner e Kane stanno lavorando ad un nuovo album dei Last Shadow Puppets. Nel novembre 2015 il produttore James Ford conferma che le lavorazioni sono ultimate.
Il 10 gennaio 2016 esce il nuovo singolo della band, il primo dal 2008. La canzone si intitola Bad Habits ed è diffusa con un videoclip promozionale. Il 21 gennaio la band annuncia il titolo del nuovo album, Everything You've Come to Expect, registrato con il contributo di tutti e tre i membri originari della band e del bassista Zach Dawes. Il disco esce il 1º aprile 2016.
Il 16 aprile 2018 Kane rilascia un nuovo singolo, Loaded, seguito da Cry on my Guitar il 27 giugno. Il 10 agosto viene pubblicato il suo terzo album da solista, intitolato Coup de Grace. Il titolo fa riferimento alla mossa del wrestler preferito di Miles, Finn Bálor, che appare nel video ufficiale di Cry on my Guitar. L'album vede la collaborazione di due amici di Kane, Jamie T e Lana Del Rey.
Il 4 ottobre 2018 è in concerto a La Cigale di Parigi e, con enorme sorpresa del pubblico presente, chiama sul palco Alex Turner a cantare con sé Standing Next to Me, un pezzo emblema del duo dei Last Shadow Puppets.
Nel novembre 2019 fa da supporto a Liam Gallagher in alcune date del suo tour britannico e irlandese.
Ha collaborato con Lana Del Rey scrivendo nel 2017 con lei la canzone Dealer, che la cantante ha poi pubblicato nel disco Blue Banisters. 
Nel gennaio 2022 esce Change the Show, album ispirato al sound di Motown e al northern soul. Nel disco Kane collabora con l'amica Corinne Bailey Rae nella canzone Nothing's Ever Gonna Be Good Enough.
Nell'agosto 2023 Kane pubblica l'album One Man Band, con la collaborazione dei suoi due cugini Ian (alla batteria) e James Skelly (produttore).

## Discografia

### The Little Flames
- 2007 - The Day Is Not Today

### The Rascals
- 2008 - Rascalize

### The Last Shadow Puppets
Album in studio
- 2008 - The Age of the Understatement
- 2016 - Everything You've Come to Expect

Singoli
- 2008 - The Age of the Understatement
- 2008 - Standing Next to Me
- 2008 - My Mistakes Were Made for You
- 2016 - Bad Habits

### Da solista
Album in studio
- 2011 - Colour of the Trap
- 2013 - Don't Forget Who You Are
- 2018 - Coup de Grace
- 2022 - Change the Show
- 2023 - One Man Band

Singoli
- 2010 - Inhaler
- 2011 - Come Closer
- 2011 - Rearrange
- 2013 - Give Up
- 2013 - Don't Forget Who You Are
- 2013 - Taking Over